# روبرتو لوبيز سواريز
روبرتو لوبيز سواريز (بالإسبانية: Roberto López Suárez)‏ هو سياسي مكسيكي، ولد في 9 سبتمبر 1972 في المكسيك. حزبياً، نشط في حزب الثورة الديمقراطية. وقد انتخب عضو مجلس النواب المكسيك.